# Boeing 314 Clipper
Boeing 314 Clipper var Boeings store flyvebåd, som blev lanceret i samarbejde med PanAm. Den kunne tage op til 74 passagerer samt et mandskab på 10. Clipperen var så stor, at den ikke kunne samles på fabrikken, så den måtte samles og skubbes i Duwamish-floden og trækkes til Seattles havn, hvor den fløj sin jomfrutur.